# エストニアン・エア
エストニアン・エア (ESTONIAN AIR) はかつて存在していたタリンを本拠地とするエストニアの航空会社である。スカンジナビア航空グループの地域航空会社の一つであった。
1991年に設立され、国営航空会社として運航されていたが、1996年に民営化された。その後、2010年にエストニア政府が2100万ユーロの資本注入を行い、再び国営化された。そして2015年11月8日欧州委員会はエストニアン・エアが政府から受け取った資金を違法と判断したため、資金のあてがなくなり破産した。当社の主要路線はノルディカヘ移管された。

## 退役済機材

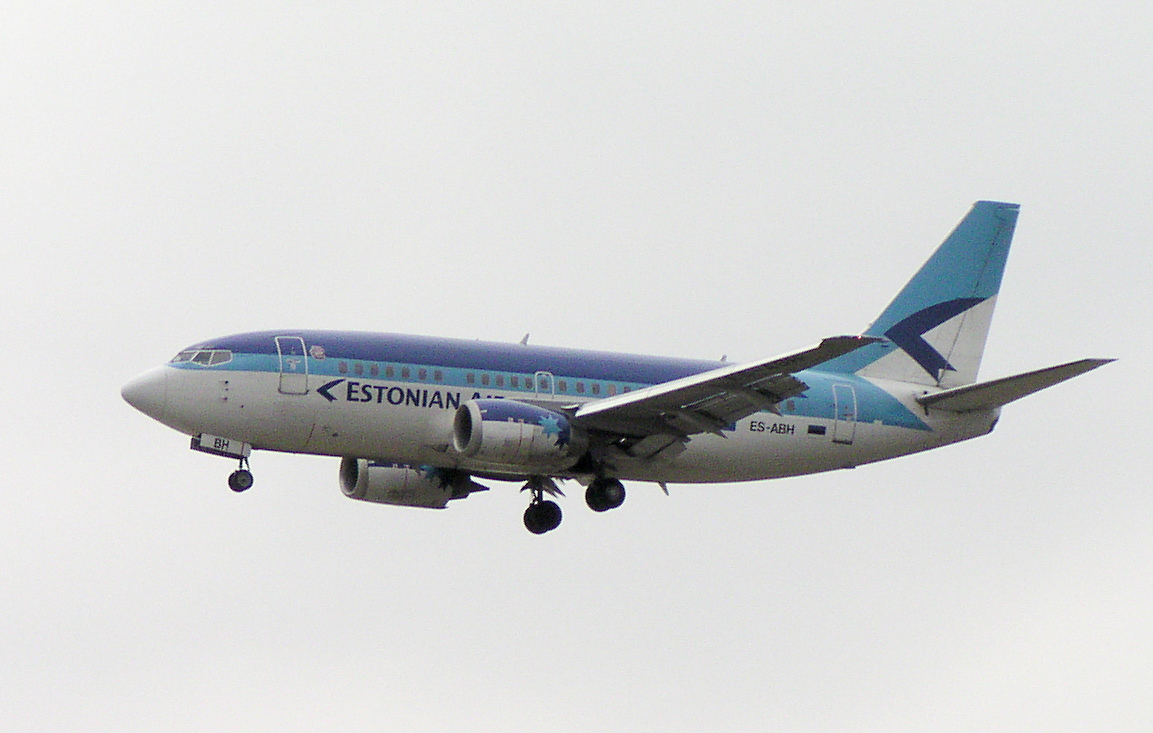
ボーイング737-300/-500
- ボンバルディアCRJ-700
- ボンバルディアCRJ-900
- エンブラエル170
- フォッカー50
- サーブ340

- ボーイング737-500